# Campeonato Amazonense 2003
In 2003 werd het 87ste Campeonato Amazonense gespeeld voor clubs uit Braziliaanse staat Amazonas. De competitie werd georganiseerd door de FAF en werd gespeeld van 21 januari tot 27 april. Nacional werd kampioen.

## Eerste Toernooi
| Plaats | Club         | Wed. | W | G | V | Saldo | Ptn. |
| ------ | ------------ | ---- | - | - | - | ----- | ---- |
| 1.     | Rio Negro    | 5    | 4 | 1 | 0 | 16:5  | 13   |
| 2.     | Nacional     | 5    | 4 | 0 | 1 | 17:7  | 12   |
| 3.     | Cliper       | 5    | 2 | 2 | 1 | 11:8  | 8    |
| 4.     | São Raimundo | 5    | 2 | 1 | 4 | 17:7  | 7    |
| 5.     | Sul América  | 5    | 1 | 0 | 4 | 10:13 | 3    |
| 6.     | América      | 5    | 0 | 0 | 5 | 2:33  | 0    |

|  | Gekwalificeerd voor finale |

## Tweede toernooi
| Plaats | Club         | Wed. | W | G | V | Saldo | Ptn. |
| ------ | ------------ | ---- | - | - | - | ----- | ---- |
| 1.     | Nacional     | 5    | 4 | 1 | 0 | 19:6  | 13   |
| 2.     | São Raimundo | 5    | 3 | 2 | 0 | 16:3  | 11   |
| 3.     | Rio Negro    | 5    | 2 | 1 | 2 | 10:4  | 7    |
| 4.     | Sul América  | 5    | 2 | 1 | 2 | 13:13 | 7    |
| 5.     | América      | 5    | 1 | 0 | 4 | 4:31  | 3    |
| 6.     | Cliper       | 5    | 0 | 1 | 4 | 6:11  | 1    |

|  | Gekwalificeerd voor finale |

## Finale
In geval van gelijkspel wint Nacional door betere prestatie in de competitie.
|               |           |       |          |                                          |
| 21 april Heen | Rio Negro | 0 – 0 | Nacional | Vivaldo Lima, Manaus Toeschouwers: 7.300 |
| 21 april Heen |           |       |          | Vivaldo Lima, Manaus Toeschouwers: 7.300 |

|                |             |       |                |                                          |
| 27 april Terug | Nacional    | 1 – 1 | Rio Negro      | Vivaldo Lima, Manaus Toeschouwers: 8.300 |
| 27 april Terug | Garanha 20' |       | 32' Zé Roberto | Vivaldo Lima, Manaus Toeschouwers: 8.300 |

### Kampioen
| Campeonato Amazonense de 2003 |
| Amazonas                      |
| ----------------------------- |
| NACIONAL Kampioen (39° titel) |